# Coach New York

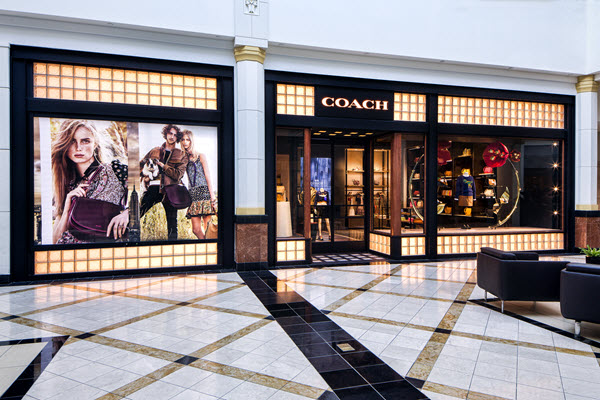
Ladengeschäft in der King of Prussia Mall

Coach (auch bekannt als Coach New York) ist ein US-amerikanisches Unternehmen mit Sitz in New York City, das sich auf Luxusgüter wie Handtaschen und andere Lederwaren spezialisiert hat. Coach gehört zum börsennotierten Luxusgüterkonzern Tapestry, Inc.
Coach wurde 1941 als ein Familienbetrieb auf der 34th Street gegründet, der lederne Geldbörsen herstellte. Im Jahr 1961 wurde der Betrieb durch den New Yorker Miles Cahn, der bereits seit 1946 für das Unternehmen gearbeitet hatte, in einer fremdfinanzierten Übernahme aufgekauft. Ein Verkauf durch Cahn machte Coach 1985 zu einer Tochter des Sara-Lee-Konzerns, der für diese Übernahme rund 30 Millionen US-Dollar zahlte. Zu diesem Zeitpunkt hatte Coach eine Produktionsstätte, sowie sechs Boutiquen und einen Flagship-Store auf der Madison Avenue. Die Übernahme durch Sara Lee leitete eine Wachstumsphase ein, im Zuge derer eine Reihe neuer Läden eröffnet wurde. Im November 1986 wurden 12 eigenständige Läden, sowie 50 weitere Boutiquen innerhalb größerer Warenhäuser unter dem Namen Coach betrieben. In den folgenden Jahren stieg der Jahresumsatz von ehemals 19 Millionen US-Dollar im Jahr 1985 auf 540,4 Millionen US-Dollar 1997. Ein Börsengang im Oktober 2000 leitete eine Desinvestition der bisherigen Mutter Sara Lee ein. Bis April 2001 wurden alle Anteile an der neu gegründeten Gesellschaft Coach, Inc. abgestoßen. Coach, Inc. wuchs in der Folgezeit durch die Übernahme der Schuhmarke Stuart Weitzman 2015 und des Modeunternehmens Kate Spade & Company 2017. Im November 2017 firmierte die Muttergesellschaft Coach, Inc. in Tapestry, Inc. um. Der Markenname Coach, unter welchem Handtaschen vertrieben werden, existiert jedoch weiter. Das Hauptquartier des Unternehmens befindet sich im Wolkenkratzer 10 Hudson Yards in Midtown Manhattan, wo es den Hauptmieter stellt.